# Kix (album)
Kix  è il primo album in studio del gruppo musicale statunitense Kix, pubblicato nel settembre 1981 dalla Atlantic Records.

## Tracce
1. Atomic Bombs – 3:45 (Purnell)
2. Love at First Sight – 2:42 (Forsythe, Whiteman)
3. Heartache – 3:16 (Purnell)
4. Poison – 3:46 (Purnell)
5. The Itch – 4:26 (Purnell)
6. Kix Are for Kids – 4:16 (Purnell)
7. Contrary Mary – 3:10 (Forsythe, Purnell, Chalfant, Younkins, Whiteman)
8. The Kid – 3:54 (Purnell)
9. Yeah, Yeah, Yeah – 6:57 (Purnell)

## Formazione
- Steve Whiteman – voce, armonica, sassofono
- Brian Forsythe – chitarre
- Ronnie Younkins – chitarre
- Donnie Purnell – basso, tastiere, cori
- Jimmy Chalfant – batteria, percussioni, cori